# TT350
La tombe thébaine TT 350 est située  dans la vallée des Nobles à Cheikh Abd el-Gournah, dans la nécropole thébaine, sur la rive ouest du Nil, face à Louxor en Égypte.
Le nom de son propriétaire est inconnu, sauf qu'il est scribe à la XVIIIe dynastie.